# Pelochares minutus
Pelochares minutus är en skalbaggsart som beskrevs av Delève 1968. Pelochares minutus ingår i släktet Pelochares och familjen lerstrandbaggar. Inga underarter finns listade i Catalogue of Life.